# Халмахерско море
Халмахерско море је регионално море које се налази се у источном делу Аустралијског средоземног мора. Море је омеђено Тихим океаном на северу, Халмахером на западу, Ваигеом и Папуом на истоку, и Серамским морем на југу. Заузима површину од око 95.000 км2 а његова топографија обухвата низ одвојених базена и гребена, од којих је главни Халмахера базен који достиже дубину од 2039 м.

## Граница
Међународна хидрографска организација (ИХО) дефинисала је Халмахерско море као једно од вода Источноиндијског архипелага. ИХО дефинира његове границе на следећи начин:
- На северу као линија од Вајабоела (Моротаи) до Тг. Ђођефа, као северне тачке Халмахере.
- На истоку као линија која спаја Тг. Горанго, североисточну тачку острва Моротаи, преко острва Сајанг и Kаве до западних крајњих тачака острва Ваигео и Батанта преко северозападне тачке острва Самавати, низ обалу до Тг. Менонкет, његове југозападне тачке, и даље до Тг. Селе, Нова Гвинеја.
- На југу граница Халмахерског мора је северна граница Серамског мора, између острва Оби и Нове Гвинеје.
- На западу границу овог мора је јужна граница Молучког мора, између Халмахере и острва Оби, линијом која иде од крајње јужне тачке Халмахере до северне тачке острва Биса а онда до крајње северне тачке на острву Оби[1].